# Discographie de Jessie Ware
La discographie de la chanteuse britannique Jessie Ware se compose de cinq albums studio, six extended plays, et vingt singles.

## Albums

### Albums studios
| Devotion                                              | - Date de sortie : 20 août 2012 - Label : PMR Records - Formats : CD, téléchargement digital, long play (vinyle)    | 5 | 8  | 38 | 74 | 22 | 20 | 13 | 59 | 79 | Or |
| Tough Love                                            | - Date de sortie : 13 octobre 2014 - Label : PMR Records - Formats : CD, téléchargement digital, long play (vinyle) | 9 | 29 | —  | 23 | —  | 11 | 6  | 40 | 50 | Or |
| Glasshouse                                            | - Date de sortie : 20 octobre 2017 - Label : PMR Records - Formats : CD, téléchargement digital, long play (vinyle) | 7 | 67 | —  | 31 |    | 11 | 9  | —  | —  |    |
| What's Your Pleasure?                                 | - Date de sortie : 19 juin 2020 - Formats : CD, téléchargement digital, long play (vinyle)                          |   |    |    |    |    |    |    |    |    |    |
| That! Feels Good!                                     | - Date de sortie : 28 avril 2023 - Formats : CD, téléchargement digital, long play (vinyle)                         |   |    |    |    |    |    |    |    |    |    |
| "—" mentionne un album soit non sorti soit non classé | |   |    |    |    |    |    |    |    |    |    |

### EPs
| Titre                      | Détails de l'album                                                                                |
| -------------------------- | ------------------------------------------------------------------------------------------------- |
| Nervous (avec SBTRKT)      | - Date de sortie : 10 novembre 2010 - Label: Numbers - Formats : Téléchargement digital           |
| Wildest Moments (Remixes)  | - Date de sortie : 6 août 2012 - Label: Island Records - Formats : Téléchargement digital         |
| Night Light (The Remixes)  | - Date de sortie : 25 septembre 2012 - Label: Island Records - Formats : Téléchargement digital   |
| No to Love                 | - Date de sortie : 12 novembre 2012 - Label: PMR Records - Formats : Téléchargement digital       |
| If You're Never Gonna Move | - Date de sortie : 15 janvier 2013 - Label: Island Records - Formats : Téléchargement digital, CD |
| Tough Love (Remixes)       | - Date de sortie : 1er août 2014 - Label: Island Records - Formats : Téléchargement digital       |

## Singles

### En solo
| 2011                                                   | Strangest Feeling          | —     | —     | —   | —  | Devotion              |
| 2012                                                   | Running                    | 165   | 17[A] | —   | 99 | Devotion              |
| 2012                                                   | If You're Never Gonna Move | 41[B] | 20[A] | —   | —  | Devotion              |
| 2012                                                   | Wildest Moments            | 46    | 3     | —   | —  | Devotion              |
| 2012                                                   | Night Light                | 95    | 7[A]  | —   | —  | Devotion              |
| 2013                                                   | Sweet Talk                 | —     | —     | —   | —  | Devotion              |
| 2013                                                   | Imagine It Was Us          | 105   | 15[A] | 148 | —  | Devotion              |
| 2014                                                   | Tough Love                 | 34    | 19[A] | —   | —  | Tough Love            |
| 2014                                                   | Say You Love Me            | 22    | 30[A] | —   | —  | Tough Love            |
| 2014                                                   | You & I (Forever)          | —     | 43[A] | —   | —  | Tough Love            |
| 2015                                                   | Champagne Kisses           | 169   | —     | —   | —  | Tough Love            |
| 2017                                                   | Midnight                   | 89    | —     | —   | —  | Glasshouse            |
| 2017                                                   | Selfish Love               | —     | —     | —   | —  | Glasshouse            |
| 2017                                                   | Alone                      | 60    | —     | —   | —  | Glasshouse            |
| 2018                                                   | Overtime                   | —     | —     | —   | —  | —                     |
| 2019                                                   | Adore You                  | —     | —     | —   | —  | What's Your Pleasure? |
| 2019                                                   | Mirage (Don't Stop)        | —     | —     | —   | —  | What's Your Pleasure? |
| 2020                                                   | Spotlight                  | —     | —     | —   | —  | What's Your Pleasure? |
| 2020                                                   | Ooh La La                  | —     | —     | —   | —  | What's Your Pleasure? |
| 2020                                                   | Save A Kiss                | —     | —     | —   | —  | What's Your Pleasure? |
| "—" mentionne un single soit non sorti soit non classé |                            |       |       |     |    |                       |

### Singles promotionnels
| Année | Titre                       | Album      |
| ----- | --------------------------- | ---------- |
| 2012  | Taking in Water             | Devotion   |
| 2012  | No To Love                  | Devotion   |
| 2014  | Share It All                | Tough Love |
| 2014  | Want Your Feeling           | Tough Love |
| 2014  | Kind of...Sometimes...Maybe | Tough Love |
| 2014  | Cruel                       | Tough Love |
| 2014  | Pieces                      | Tough Love |

## Collaborations
| Année | Artiste(s)                 | Chanson                     | Album                           |
| ----- | -------------------------- | --------------------------- | ------------------------------- |
| 2010  | SBTRKT                     | Nervous                     | Nervous                         |
| 2010  | Man Like Me                | Lovestruck                  | Lovestruck                      |
| 2010  | Man Like Me                | Run Over                    | Lovestruck                      |
| 2010  | Man Like Me                | Why Bother?                 | Lovestruck                      |
| 2010  | RackNRuin featuring Trendy | Midnight Loving             | Soundclash                      |
| 2010  | RackNRuin                  | Soundclash                  | Soundclash                      |
| 2011  | Sampha                     | Valentine                   | Valentine                       |
| 2011  | Joker                      | The Vision (Let Me Breathe) | The Vision                      |
| 2011  | SBTRKT                     | Right Thing to Do           | SBTRKT                          |
| 2011  | SBTRKT featuring Sampha    | Sanctuary                   | SBTRKT                          |
| 2012  | BenZel                     | If You Love Me              | —                               |
| 2012  | Bobby Womack               | Love is Gonna Lift You Up   | The Bravest Man in the Universe |
| 2012  | Katy B                     | Aaliyah                     | Little Red                      |
| 2012  | SBTRKT                     | Shut Down Shop              | —                               |
| 2013  | Disclosure                 | Confess to Me               | Settle                          |
| 2013  | Julio Bashmore             | Peppermint                  | Peppermint                      |
| 2013  | Mayer Hawthorne            | Her Favorite Song           | Where Does This Door Go         |
| 2013  | Miguel                     | Adorn                       | Adorn                           |
| 2014  | Nicki Minaj                | The Crying Game             | The Pinkprint                   |
| 2014  | SBTRKT                     | Problem (Solved)            | Wonder Where We Land            |

## Vidéoclips
| Année | Vidéoclip                                  | Réalisateur(s)            |
| ----- | ------------------------------------------ | ------------------------- |
| 2011  | "Valentine"                                | Marcus Söderlund          |
| 2012  | "Running"                                  | Kate Moross               |
| 2012  | "If You're Never Gonna Move"               | Kate Moross               |
| 2012  | "Wildest Moments"                          | Kate Moross               |
| 2012  | "Night Light"                              | Chris Sweeney             |
| 2012  | "If You Love Me"                           | Kate Moross               |
| 2013  | "Sweet Talk"                               | Joel Wilson               |
| 2013  | "Imagine It Was Us"                        | Kate Moross               |
| 2014  | "Tough Love"                               | Jake Scott et Luke Scott  |
| 2014  | "Want Your Feeling (Live at the Barbican)" | Thomas Bryant             |
| 2014  | "Say You Love Me"                          | Luke White et Remi Weekes |
| 2014  | "Pieces (Live at the Barbican)"            | Thomas Bryant             |
| 2014  | "Cruel (Live at the Barbican)"             | Thomas Bryant             |
| 2014  | "You & I (Forever)"                        | Adam Powell               |
| 2015  | "Champagne Kisses"                         | Chris Sweeney             |
| 2017  | "Midnight"                                 | Tom Beard                 |
| 2017  | "Selfish Love"                             | Tom Beard                 |
| 2017  | "Alone"                                    | Charlie Robbins           |
| 2020  | "Spotlight"                                | Jordan Todorovic          |
| 2020  | "Save A Kiss"                              |                           |